# Élisabeth Camus
Pour les articles homonymes, voir Camus.
Élisabeth Camus, née à Grenoble, est une cycliste française, sélectionnée huit années de suite en équipe de France (1972 à 1980) et championne de France sur route en 1973.

## Palmarès sur route
- 1973
  -  Championne de France sur route
- 1974
  - 3e du championnat de France sur route
- 1976
  - 8e du championnat du monde sur route
- 1978
  - 3e du championnat de France sur route
- 1979
  - 2e du championnat de France sur route

## Palmarès sur piste

### Championnats nationaux
- 1974
  - 2e de la poursuite
- 1978
  - 3e de la poursuite